# Município de Westfield (condado de Morrow, Ohio)
O município de Westfield (em inglês: Westfield Township) é um município localizado no condado de Morrow no estado estadounidense de Ohio. No ano de 2010 tinha uma população de 1.177 habitantes e uma densidade populacional de 16,82 pessoas por km².

## Geografia
O município de Westfield encontra-se localizado nas coordenadas 40° 27′ 07″ N, 82° 58′ 38″ O. Segundo o Departamento do Censo dos Estados Unidos, o município tem uma superfície total de 69.96 km², da qual 69,9 km² correspondem a terra firme e (0,09 %) 0,06 km² é água.

## Demografia
Segundo o censo de 2010, tinha 1.177 habitantes residindo no município de Westfield. A densidade populacional era de 16,82 hab./km². Dos 1.177 habitantes, o município de Westfield estava composto pelo 98,64 % brancos, o 0,08 % eram afroamericanos, o 0,08 % eram amerindios, o 0,51 % eram asiáticos e o 0,68 % eram de uma mistura de raças. Do total da população o 0,42 % eram hispanos ou latinos de qualquer raça.